# Leichtathletik-Europameisterschaften 2006/1500 m der Männer

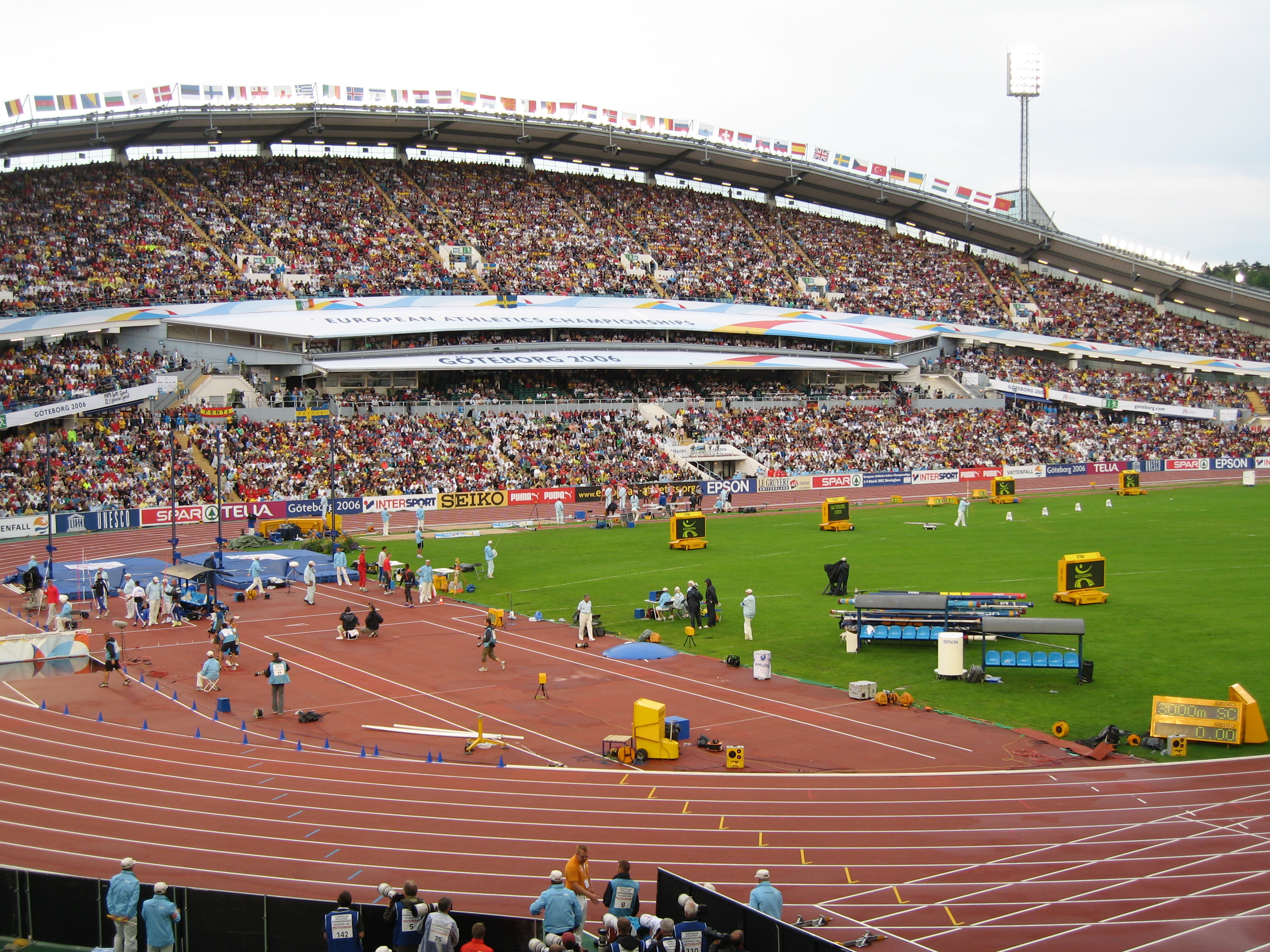
Das Ullevi-Stadion in Göteborg während der Europameisterschaften 2006

Der 1500-Meter-Lauf der Männer bei den Leichtathletik-Europameisterschaften 2006 wurde am 7. und 9. August 2006 im Ullevi-Stadion schwedischen der Stadt Göteborg ausgetragen.
Europameister wurde der französische Titelverteidiger und Vizeweltmeister von 2003 Mehdi Baala. Rang zwei belegte der ukrainische WM-Dritte von 2003 Iwan Heschko. Der Spanier Juan Carlos Higuero errang die Bronzemedaille, was ihm vier Tage später auch über 5000 Meter gelang.

## Bestehende Rekorde
| Weltrekord           | 3:26,00 min | Hicham El Guerrouj | Rom, Italien          | 14. Juli 1998   |
| Europarekord         | 3:28,95 min | Fermín Cacho       | Zürich, Schweiz       | 13. August 1997 |
| Meisterschaftsrekord | 3:35,27 min | Fermín Cacho       | EM Helsinki, Finnland | 9. August 1994  |

In den rein auf ein schnelles Finish abgestellten Rennen wurde der bestehende EM-Rekord hier in Göteborg nicht erreicht. Die schnellste Zeit erzielte der französische Europameister Mehdi Baala im Finale mit 3:39,02 min, womit er 3,35 s über dem Rekord blieb. Zum Europarekord fehlten ihm 10,07 s, zum Weltrekord 13,02 s.

## Legende
| DNF | Wettkampf nicht beendet (did not finish) |

## Vorrunde
Die Vorrunde wurde in zwei Läufen durchgeführt. Die ersten vier Athleten pro Lauf – hellblau unterlegt – sowie die darüber hinaus vier zeitschnellsten Läufer – hellgrün unterlegt – qualifizierten sich für das Finale. Alle Läufer, die ihre Finalteilnahmeberechtigung über die Zeit erkämpften, rekrutierten sich aus dem zweiten deutlich schnelleren Vorlauf.

### Vorlauf 1
7. August 2006, 19:10 Uhr
| Platz | Name                   | Nation         | Zeit (min) |
| ----- | ---------------------- | -------------- | ---------- |
| 1     | Iwan Heschko           | Ukraine        | 3:47,12    |
| 2     | Arturo Casado          | Spanien        | 3:47,16    |
| 3     | Sergio Gallardo        | Spanien        | 3:47,82    |
| 4     | Michal Šneberger       | Tschechien     | 3:47,96    |
| 5     | Abdelkader Bakhtache   | Frankreich     | 3:48,09    |
| 6     | Sergei Iwanow          | Russland       | 3:48,27    |
| 7     | Mounir Yemmouni        | Frankreich     | 3:48,34    |
| 8     | Bob Winter             | Niederlande    | 3:48,35    |
| 9     | Tim Clerbout           | Belgien        | 3:48,43    |
| 10    | Joel Bodén             | Schweden       | 3:48,54    |
| 11    | Stephen Davies         | Großbritannien | 3:48,64    |
| 12    | Christian Neunhäuserer | Italien        | 3:49,34    |
| 13    | Bård Kvalheim          | Norwegen       | 3:49,55    |
| 14    | James Nolan            | Irland         | 3:49,94    |
| 15    | Michael East           | Großbritannien | 4:11,89    |

### Vorlauf 2

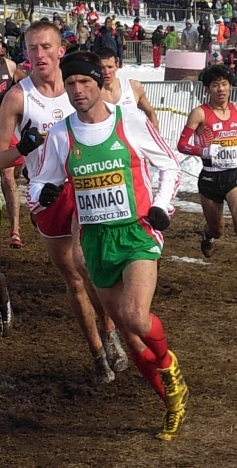
Ein Rang bzw. ca. eine halbe Sekunde fehlte Manuel Damião für die Finalteilnahme
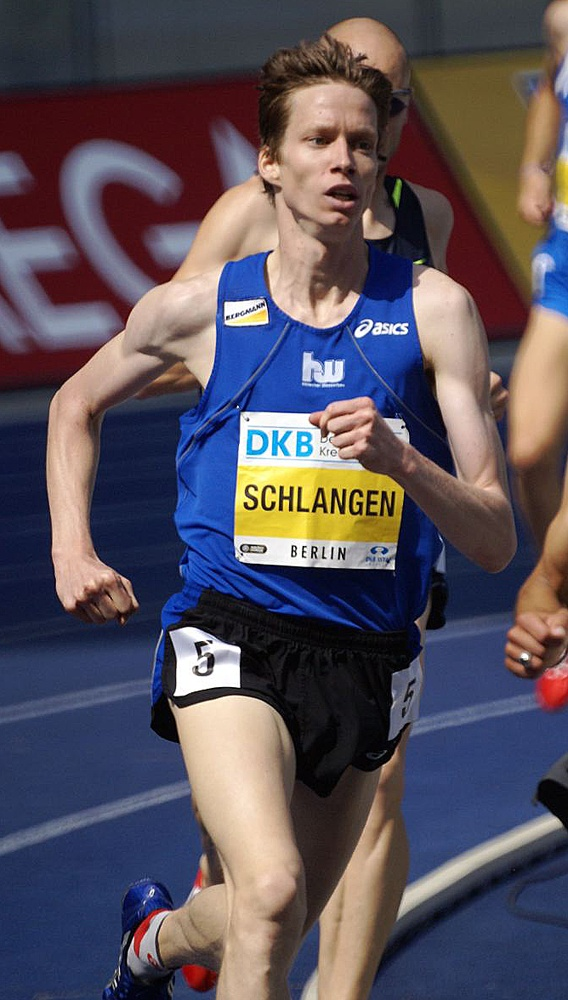
Als Zehnter seines Vorlaufs schied Carsten Schlangen aus – vier Jahre darauf errang er Silber

7. August 2006, 19:20 Uhr
| Platz | Name                    | Nation         | Zeit (min) |
| ----- | ----------------------- | -------------- | ---------- |
| 1     | Mehdi Baala             | Frankreich     | 3:39,74    |
| 2     | Mykola Labovskyy        | Ukraine        | 3:40,10    |
| 3     | Juan Carlos Higuero     | Spanien        | 3:40,97    |
| 4     | Christian Obrist        | Italien        | 3:41,32    |
| 5     | Mirosław Formela        | Polen          | 3:41,38    |
| 6     | Rizak Dirshe            | Schweden       | 3:41,67    |
| 7     | Andrew Baddeley         | Großbritannien | 3:41,92    |
| 8     | Liam Reale              | Irland         | 3:41,97    |
| 9     | Manuel Damião           | Portugal       | 3:42,56    |
| 10    | Carsten Schlangen       | Deutschland    | 3:42,62    |
| 11    | Alexander Kriwtschonkow | Russland       | 3:43,03    |
| 12    | Daniel Spitzl           | Österreich     | 3:46,08    |
| 13    | Matthieu Vandiest       | Belgien        | 3:50,28    |
| DNF   | Jonas Hamm              | Finnland       |            |

## Finale
9. August 2006, 10:10 Uhr
| Platz | Name                | Nation         | Zeit (min) |
| ----- | ------------------- | -------------- | ---------- |
| 1     | Mehdi Baala         | Frankreich     | 3:39,02    |
| 2     | Iwan Heschko        | Ukraine        | 3:39,50    |
| 3     | Juan Carlos Higuero | Spanien        | 3:39,62    |
| 4     | Arturo Casado       | Spanien        | 3:40,86    |
| 5     | Sergio Gallardo     | Spanien        | 3:41,24    |
| 6     | Andrew Baddeley     | Großbritannien | 3:42,31    |
| 7     | Christian Obrist    | Italien        | 3:42,59    |
| 8     | Liam Reale          | Irland         | 3:42,65    |
| 9     | Rizak Dirshe        | Schweden       | 3:42,87    |
| 10    | Mirosław Formela    | Polen          | 3:43,16    |
| 11    | Mykola Labovskyy    | Ukraine        | 3:43,47    |
| 12    | Michal Šneberger    | Tschechien     | 3:45,99    |

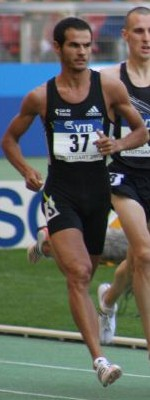
Der Vizeweltmeister von 2003 Mehdi Baala verteidigte seinen Titel

Mehdi Baala bezwang mit einem langgezogenen Spurt den Ukrainer Iwan Heschko und seine drei spanischen Konkurrenten, alle anderen Finalteilnehmer hatten bereits eingangs der letzten Runde einen größeren Rückstand. Baala gelang die erfolgreiche Titelverteidigung, er hatte dieses Mal einen deutlich größeren Vorsprung im Ziel als beim Fotofinish von 2002.

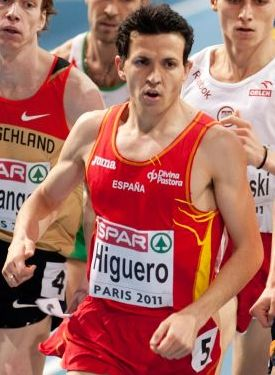
Bronzemedaillengewinner Juan Carlos Higuero
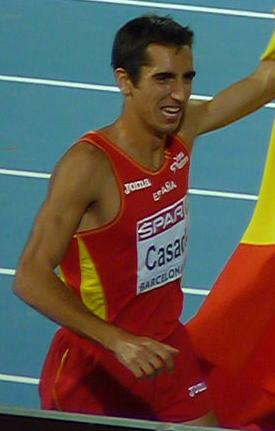
Arturo Casado belegte Rang vier
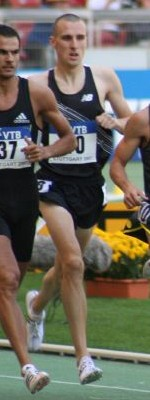
Der sechstplatzierte Andrew Baddeley (rechts)
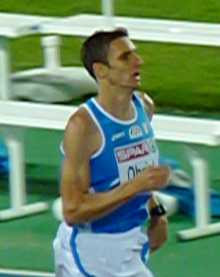
Christian Obrist kam auf den siebten Platz

## Videolinks
- 2006 European Championships Men's 1500m, youtube.com, abgerufen am 27. Januar 2023
- Goteborg 2006 1.500m Hombres Final Higuero, Casado, Gallardo, youtube.com, abgerufen am 27. Januar 2023